# Joe Gibbs
Joe Gibbs, pseudonimo di Joel A. Gibson (Montego Bay, 1943 – Kingston, 21 febbraio 2008), è stato un produttore discografico giamaicano.

## Biografia
Dopo un certo periodo di tempo passato negli Stati Uniti, lavorando come assistente tecnico elettronico, Gibbs tornò in Giamaica, ed aprì un negozio di riparazioni televisive al numero 32 di Beeston Street a Kingston, dove presto cominciò a vendere dischi.
Il veloce sviluppo della scena musicale locale lo incoraggiò a partecipare più attivamente al commercio e nel 1967 cominciò ad effettuare registrazioni con alcuni artisti nel retro del suo negozio con registratore a due tracce, insieme a Lee Perry, che aveva appena terminato la sua collaborazione con Clement "Coxsone" Dodd.
Nel 1968, con l'aiuto di Bunny Lee, lanciò la sua etichetta discografica Amalgamated, ed il suo primo successo fu con una delle prime canzoni rocksteady, Hold Them di Roy Shirley.
Dopo che Perry se ne andò per aprire la sua etichetta discografica, la Upsetter Records, Gibbs scritturò il giovane Winston "Niney" Holness (più tardi conosciuto come Niney the Observer) che contribuì a mantenere le produzioni di Gibbs ai primi posti delle classifiche di vendita. Durante il periodo rocksteady, fino al 1970, ebbe successo con le numerose hit di artisti come The Pioneers, Errol Dunkley e Ken Parker. Inoltre lavorò con le backing bands Lynn Taitt and the Jets (in cui suonava l'organista Ansel Collins e i suonatori di fiati Tommy McCook, Johnny Dizzy Moore, Bobby Ellis e Vin Gordon), o gli Hippy Boys (che vedevano i fratelli Aston e Carlton Barrett alla sezione ritmica).
Passò al suono reggae con il suo primo successo internazionale "Love of the Common People di Nicky Thomas (arrivando al nono posto delle classifiche dei singoli nel Regno Unito nell'estate 1970).
Registrò anche con artisti quali The Ethiopians, Delroy Wilson e The Heptones. Le due raccolte di singoli The Heptones and Friends furono dei bestseller in Giamaica.
Durante questo periodo, fondò tre nuove etichette discografiche - Jogib, Shock e Pressure Beat ed aprì anche un negozio di dischi a New York.
Nel 1972, dopo aver spostato il suo nuovo studio di registrazione nel distretto di Duhaney Park, cominciò a lavorare con l'ingegnere del suono Errol Thompson, che era solito lavorare al Randy's Studio.
Da quel momento Gibbs e Thompson vengono conosciuti come The Mighty Two e insieme al suo gruppo residente, The Professionals (che comprendevano il bassista Robbie Shakespeare, il batterista Sly Dunbar e il chitarrista Earl Chinna Smith), produssero centinaia di singoli, compreso i successi Money In My Pocket di Dennis Brown, Ah So We Stay di Big Youth e Eviction dei Black Uhuru.
Nel 1975, installò il suo nuovo studio a 16 tracce e il sistema di stampaggio dei vinili e continuò a produrre artisti giamaicani sulle sue numerose etichette (Crazy Joe, Reflections, Belmont, Town & Country).
Ebbe successo con artisti roots reggae, rockers, lovers rock e dub tra i quali: Dennis Brown, Jacob Miller, Sylford Walker, The Mighty Diamonds, Gregory Isaacs, Prince Alla e Junior Byles.
L'album del 1977 Two Sevens Clash dei Culture è probabilmente la produzione più apprezzata di Gibbs a livello internazionale, con un impatto notevole sulla gruppo punk rock The Clash.
Altri artisti di successo prodotti dai Mighty Two durante la fine degli anni settanta furono: Marcia Aitken, Althea & Donna, John Holt, Barrington Levy, Cornell Campbell, Dean Fraser, Delroy Wilson, Beres Hammond, Ranking Joe, Prince Jazzbo, Prince Mohammed, Dillinger, Trinity, Prince Far I, Clint Eastwood, I-Roy and Kojak & Liza.
Negli anni ottanta, Gibbs ebbe successo internazionale con Someone Loves You Honey di J.C. Lodge. Non pagò alcun diritto d'autore all'autore della canzone, Charley Pride, che lo citò in giudizio, vincendo.
Non essendo in grado di pagare l'enorme somma stabilita dalla corte, Gibbs si ritirò dal commercio.
Nel 1993 tornò sulla scena giamaicana, ristampando materiale dal suo catalogo sull'etichetta Rocky One, che suo figlio Carl aveva fondato a Miami, in Florida.
Inoltre stava di nuovo collaborando con Errol Thompson per produrre nuova musica.
È morto di infarto il 21 febbraio 2008.

## Discografia

### Albums
- Joe Gibbs - Dub Serial - 1974
- Joe Gibbs - African Dub All-Mighty - 1975
- Joe Gibbs - African Dub Chapter 1 & 2 - 1975-1976
- Joe Gibbs - African Dub Chapter 2 - 1976
- Joe Gibbs - State Of Emergency - 1976
- Joe Gibbs - African Dub All-Mighty Chapter 3 - 1978
- Joe Gibbs - African Dub Chapter 3 & 4 - 1978-1979
- Joe Gibbs & Professionals - African Dub Chapter 4 - 1979
- Joe Gibbs - Majestic Dub - 1979
- Joe Gibbs Family - Wish You A Merry Rockers Christmas - 1979
- Joe Gibbs - Rockers Carnival - 1980
- Joe Gibbs - Reggae Christmas - 1982
- Joe Gibbs - African Dub Chapter 5 - 1984

### Compilations
- Various Artists - Reggae Masterpiece Vol 01 - 1978 - Joe Gibbs
- Various Artists - Irie Reggae Hits - 1979 - Joe Gibbs
- Various Artists - Top Ranking DJ Session - 1979 - Joe Gibbs
- Various Artists - Shining Stars - 1983 - Joe Gibbs
- Various Artists - Best Of Vintage - Joe Gibbs
- Various Artists - Explosive Rock Steady - 1967-1973 - Heartbeat Records (1991)
- Various Artists - The Mighty Two - Heartbeat Records (1992)
- Joe Gibbs & Friends - The Reggae Train 1968-1971 - Trojan Records (1988)
- Various Artists - Love Of The Common People 1967-1979 - Trojan Records (2000)
- Various Artists - Uptown Top Ranking - 1970-1978 - Trojan Records (1998)
- Joe Gibbs & The Professionals feat. Errol Thompson - No Bones For The Dogs 1974-1979 - Pressure Sounds (2002)
- Various Artists - Joe Gibbs Productions - Soul Jazz Records (2003)
- Various Artists - Joe Gibbs Original DJ Classics - Rocky One
- Various Artists - Joe Gibbs Original DJ Classics Vol 02 - Rocky One
- Various Artists - Joe Gibbs Original DJ Classics Vol 03 - Rocky One
- Various Artists - Joe Gibbs Revive 45's Vol 01 - Rocky One
- Various Artists - Joe Gibbs Revive 45's Vol 02 - Rocky One
- Various Artists - Spotlight On Reggae Vol 01 - Rocky One
- Various Artists - Spotlight On Reggae Vol 02 - Rocky One
- Various Artists - Spotlight On Reggae Vol 03 - Rocky One
- Various Artists - Spotlight On Reggae Vol 04 - Rocky One
- Various Artists - Spotlight On Reggae Vol 06 - Rocky One
- Various Artists - Spotlight On Reggae Vol 07 - Rocky One
- Joe Gibbs - Scorchers From The Mighty Two - VP Records (2008)